# Sami Al-Haj

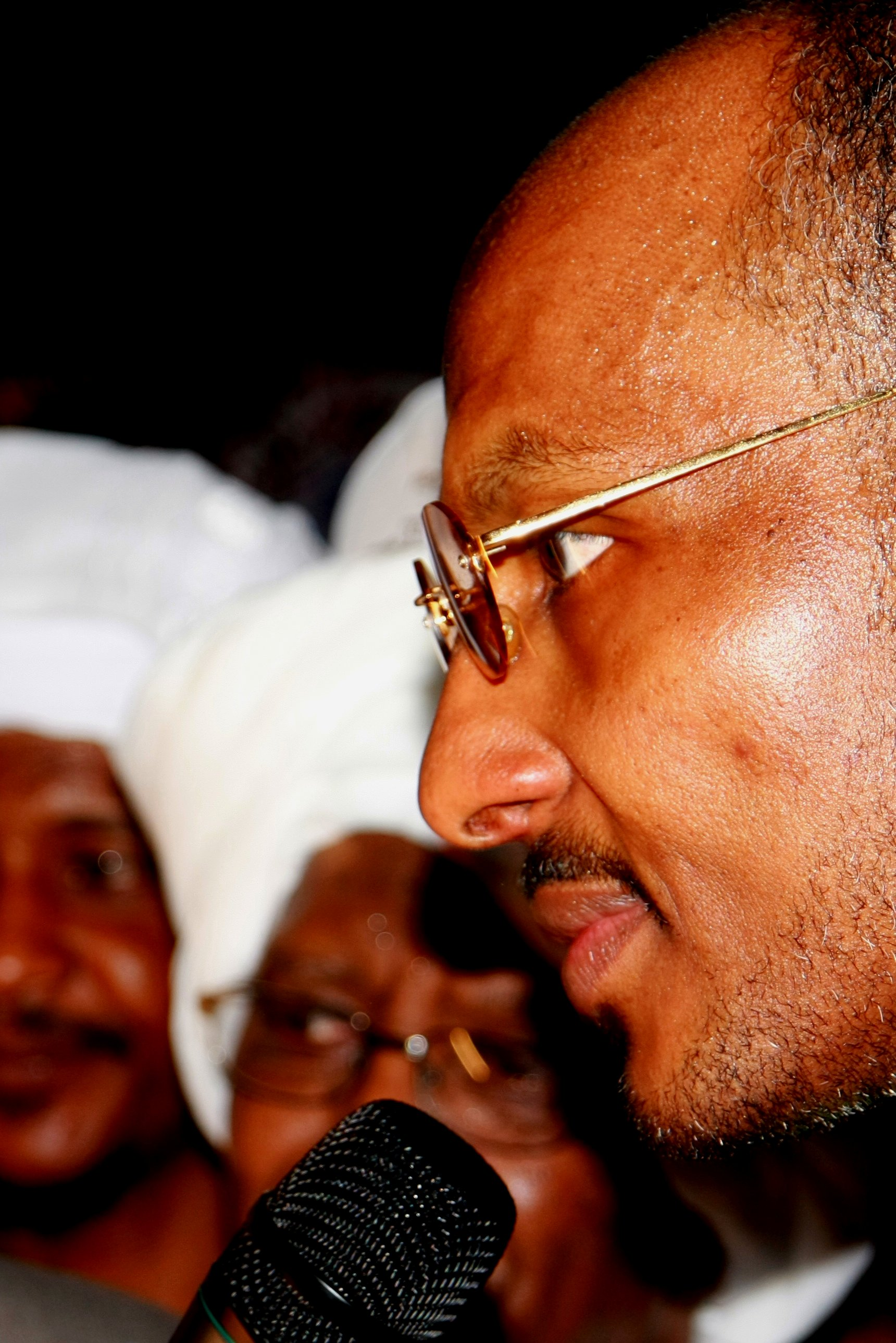
Sami al-Haj bei seiner Ankunft in Doha Ende Mai 2008

Sami Mohy El Din Muhammed Al Hajj (arabisch سامي محي الدين محمد الحاج Sami Mohi ad-Din Muhammed al-Haddsch, DMG Sāmī Muḥī ad-Dīn Muḥammad al-Ḥāǧǧ, auch bekannt als Sami Al-Haj; * 15. Februar 1969 in Khartum) ist ein sudanesischer Staatsbürger und Kameramann des Fernsehsenders Al Jazeera, der fast sechs Jahre ohne Anklage und Gerichtsverfahren im Gefangenenlager der Guantanamo Bay Naval Base auf Kuba gefangen gehalten wurde. Er ist Mitbegründer der Organisation Guantánamo Justice Centre, eine Organisation ehemaliger Insassen des Gefangenenlagers, deren Ziel die Eröffnung eines gemeinschaftlichen Strafverfahrens gegen George W. Bush und andere US-Regierungsbeamte ist.

## Leben

### Zur Person
Sami al-Haj wurde 1969 im Sudan geboren und wuchs dort als zweitältestes von sechs Kindern auf. Laut Angaben seines jüngeren Bruders Asim interessierte sich Sami schon früh für Journalismus, las, schrieb und fotografierte gerne. Mit finanzieller Unterstützung seines Onkels konnte er Englisch an einer Universität in Indien studieren, bevor er in den 1990er-Jahren eine Arbeit in den Vereinigten Arabischen Emiraten aufnahm.
In den späten 1990er-Jahren arbeitete er als Verwaltungsangestellter bei einer Getränkefirma und bei einer Import-Export-Firma.
Zu dieser Zeit lernte er auch seine Frau Asma kennen, eine Aserbaidschanerin. 1998 heirateten die beiden, bekamen im Jahr 2000 einen Sohn und zogen nach Doha, Katar.
Im April 2000 begann Sami al-Haj eine Ausbildung bei Al Jazeera als Freier Mitarbeiter. Wie Al Jazeera berichtete, war er anfangs als Unterstützung bei einer Recherche über Tschetschenien eingesetzt, reiste aber nie dorthin. Bei dieser Tätigkeit traf er mehrere Male in Katar mit dem im Exil lebenden früheren Präsidenten Tschetscheniens zusammen, der beschuldigt wurde, Verbindungen zu al-Qaida zu haben.
Nach den Anschlägen vom 11. September und dem darauffolgenden US-geführten Angriff auf die Taliban, bot sich Sami al-Haj freiwillig an, nach Afghanistan zu gehen, da nur wenige Leute sich zu dem gefährlichen Einsatz bereit zeigten. Er wurde daraufhin von Al Jazeera als Kameramann unter Vertrag genommen. Obwohl ein befreundeter Kollege und seine Familie ihm davon abrieten, bestand er darauf, da er darin seine große Chance für seine berufliche Zukunft erblickte.
„Mit dem neuen Vertrag in der Tasche schloss sich al-Haj im Oktober 2001 einer Gruppe unter Führung des Reporters Youssef al-Shouly im von den Taliban kontrollierten Südosten Afghanistans an. Die Leute arbeiteten fast zwei Monate zusammen, oftmals 15 Stunden am Tag. Mit einer Handkamera und einem Videotelefon dokumentierte al-Haj die zivilen Opfer der US-amerikanischen Bomben [...]. Seine Bilder waren fast die einzigen, die zu jener Zeit aus dem Südosten Afghanistans kamen.“
Während dieser Zeit überquerten sie mehrere Male problemlos die Grenze zwischen Pakistan und Afghanistan am Grenzübergangspunkt Chaman.

### Festnahme in Pakistan und Haft in Afghanistan
Im Dezember 2001, während er sich in Pakistan aufhielt, wurde er von der Fernsehstation zurück nach Afghanistan geschickt, um über die Amtseinführung der neuen Regierung zu berichten. Auf seiner Reise dorthin wurde er am 15. Dezember 2001 am Grenzübergangspunkt Chaman von der pakistanischen Polizei festgenommen, weil sein Name und die Nummer seines alten Passes, den er zwei Jahre zuvor als verlorengegangen gemeldet hatte, auf einer Liste des pakistanischen Geheimdienstes von Verdächtigen mit Verbindungen zu al-Qaida stand. Sein Pass, sein Visum für Afghanistan und sein Presseausweis wurden ihm abgenommen. Am 7. Januar 2002 übergaben ihn die pakistanischen Behörden dem US-Militär in Afghanistan. Es folgten 16 Tage Haft im Militärgefängnis Bagram, von denen Sami al-Haj berichtete, es seien die schlimmsten Tage seines Lebens gewesen. Er berichtete über schwere körperliche Folter, über Hunde, die auf ihn angesetzt worden seien, über zu wenig und gefrorenes Essen und dass er in einem eiskalten Hangar in einem Käfig gehalten worden sei. Danach wurde er nach Kandahar verbracht. Über die ihm dort widerfahrene Behandlung erklärte er, dass er sexuellen Erniedrigungen und Vergewaltigungsdrohungen durch US-Soldaten ausgesetzt gewesen sei, dass er gezwungen worden sei, stundenlang auf dem Betonboden zu knien, dass er regelmäßig von den Wachen geschlagen worden sei, dass ihm sämtliche Barthaare einzeln ausgerupft worden seien und dass er sich über 100 Tage lang nicht habe waschen dürfen, obwohl sein Körper mit Läusen übersät gewesen sei.

### Guantánamo
Am 13. Juni 2002 wurde er nach Guantánamo überstellt. Er berichtete, dass er während des Fluges gefesselt, mit einem über den Kopf gestülpten Sack, durch Schläge auf den Kopf am Schlafen gehindert worden sei und auch nach der Ankunft über zwei Tage am Schlafen gehindert wurde, bevor er das erste Mal einem Verhör unterzogen wurde.
Die US-Behörden haben ihn nie angeklagt, obwohl sie ihn in den Jahren seiner Gefangenschaft mit immer neuen Beschuldigungen konfrontierten, die er aber alle abstritt. Unter anderem wurde er beschuldigt, eine den Terrorismus unterstützende Internetseite betrieben zu haben, Stinger-Raketen an militante Islamisten in Tschetschenien verkauft zu haben und Osama Bin Laden interviewt zu haben. Jedoch sei er in den über 130 Verhören kaum zu seinen angeblichen Verbindungen zu Al-Qaida oder anderen radikalen Gruppierungen befragt worden. Die Verhöre drehten sich angeblich hauptsächlich um die Tätigkeit von Al Jazeera.
Sein Anwalt Clive Stafford-Smith erklärte zu den Verhören unter anderem, dass sie lange Zeit ausschließlich den Zweck verfolgten, Sami al-Haj zu einer Auskunftsperson gegen Al Jazeera zu machen und ihn aussagen zu lassen, dass Al Jazeera mit al-Qaida verbunden sei. Insbesondere sollte er gegen einige seiner Arbeitskollegen aussagen, von denen die Verhörenden behaupteten, Mitglieder von al-Qaida zu sein, was er entschieden verweigerte, weil es einfach nicht wahr sei. Am 11. September 2007, dem sechsten Jahrestag der Anschläge auf das World-Trade-Center und das Pentagon, wurde als neue Beschuldigung gegen ihn vorgebracht, eine Ausbildung zum Terroristen erhalten zu haben und dass diese Ausbildung darin bestanden habe, von Al Jazeera im Gebrauch von Kameras geschult worden zu sein.
Journalisten auf der ganzen Welt hatten wiederholt seine Freilassung verlangt.
Sami al-Haj beschuldigt das Wachpersonal in Guantánamo, ihm die Kniescheibe zertrümmert zu haben, ihn auf die Fußsohlen geschlagen zu haben, ihn bei seiner Ankunft in Guantánamo mit Militärhunden geängstigt zu haben, ihn rassistisch erniedrigt zu haben, ihn gefesselt und mit Pfefferspray traktiert zu haben und ihm eine angemessene medizinische Behandlung verweigert zu haben. Obwohl er 1998 an Rachenkrebs erkrankt war und deshalb für den Rest seines Lebens auf die Einnahme bestimmter Medikamente angewiesen ist, sei er im Verlaufe seiner Haft nie mit diesen Medikamenten versorgt worden. Während seiner Gefangenschaft ist er an Rheumatismus erkrankt, er hat Zahnprobleme und sieht schlecht. Amnesty International berichtete im Januar 2006, dass er weder eine Brille noch eine Zahnbehandlung bekam und dass ihm eine Halterung für das von einem US-Soldaten zerschmetterte Knie „aus Sicherheitsgründen“ verweigert wurde. In Übereinstimmung mit anderen Gefangenen beschuldigte Sami al-Haj die amerikanischen Behörden, an den Gefangenen krankheitserregende Zwangsimpfungen vornehmen lassen zu haben.
Sami al-Haj bezeugte die Koranschändungen 2003 und beteiligte sich an Hungerstreiks gegen die Haftbedingungen und die Behandlung durch das Personal. Die Reaktion der US-Soldaten auf die Proteste sei gewalttätig gewesen. Sami al-Haj gab an, geschlagen und die Treppe hinuntergeworfen worden zu sein, was ihm ernsthafte Kopfverletzungen zufügte. Das dadurch notwendig gewordene Nähen einer Wunde sei ohne Schmerzmittel durchgeführt worden. Später wurde er isoliert, bevor er für acht Monate in das Camp V verlegt wurde, dem mutmaßlich schlimmsten aller Gefangenenlager in Guantánamo, wo er unter der vierten Sicherheitsstufe eingeschlossen wurde, das heißt, der grausamsten Behandlung ausgesetzt war.
Am 7. Januar 2007 trat Sami al-Haj zusammen mit einigen anderen Inhaftierten erneut in einen Hungerstreik. Der Anwalt Stafford-Smith berichtete, dass ihm während des Hungerstreiks nach und nach alle persönlichen Gegenstände, wie Seife, Zahnpasta, Gebetskette, Bettlaken, Brille, Kniebandage und Bücher, abgenommen worden seien. Seit dem 21. Tag des Hungerstreiks wurde er unter Verletzung der Deklaration von Tokio zweimal täglich über einen durch die Nase eingeführten Schlauch zwangsernährt. Al-Haj berichtete seinem Anwalt, dass es dabei oftmals zu Verletzungen durch unerfahrenes Personal kam, in dem sie Schläuche mit zu großem Durchmesser verwendeten oder diese in die Lunge anstatt in den Magen einführten. Armeesprecher Haupt beschwichtigte, dass sich wegen der Bemühungen des medizinischen Teams keiner der Hungerstreikenden in Lebensgefahr befände.
Der am 25. September 2007 aus der Guantánamo-Haft entlassene Mauretanier Mohamed Lemine Ould Sidi Mohamed gab an, zuletzt am Tag seiner Entlassung mit Sami al-Haj gesprochen zu haben. Er berichtete, dass sich dessen Gesundheitszustand zunehmend stark verschlechterte und dass er keine adäquate medizinische Behandlung bekam. Er verliere ständig an Gewicht, leide an einer Niereninfektion und uriniere Blut.
Der nach monatelanger Geiselhaft im Gazastreifen freigekommene BBC-Reporter Alan Johnston mahnte das Recht Sami al-Hajs auf ein faires Gerichtsverfahren an. Während Johnstons Geiselhaft hatte Sami al-Haj in einem öffentlichen Aufruf an die Geiselnehmer gesagt, dass seine eigene Gefangenschaft durch die Vereinigten Staaten nicht als Kopiervorlage für Moslems dienen sollte.
In einem Ende Dezember 2007 verfassten Brief, in dem Sami al-Haj gegen die Bedingungen in dem US-Gefangenenlager protestierte und auf das Leiden der Gefangenen aufmerksam machte, schrieb er, „all dies findet in einer Welt statt, die weiß, was geschieht, dabei aber schweigt und nicht viel mehr tut, als dieses bedauerliche Theater anzuschauen“.
Mitte März 2008 wurde bekannt, dass die US-Armee die Publikation von vier von al-Haj gezeichneten Cartoons mit dem Titel Sketches of My Nightmare verboten hat; eine der Zeichnungen zeigt al-Haj als ein von US-Wachleuten zwangsernährtes Skelett. Seinem Anwalt wurde aber nicht verwehrt, aus Guantánamo Notizen mitzubringen, in denen die Bilder beschrieben sind. Auf Basis dieser Notizen fertigte der Cartoonist Lewis Peake Nachbildungen der Zeichnungen an.
Im April 2008 sagte der Anwalt Clive Stafford Smith gegenüber dem Nachrichtensender Al Jazeera, dass die US-Behörden in ihrem verzweifelten Bemühen, Sami von seinem Hungerstreik abzubringen, nun eine neue psychologische Foltermethode anwendeten, indem sie ihm einredeten, dass er an Krebs erkrankt sei, und dass er solange keine angemessene medizinische Behandlung bekäme, bis er den Hungerstreik abbreche. Stafford Smith sagte, er selbst könne nicht beurteilen, ob sie ihn lediglich erschrecken wollten, um ihn zum Abbruch des Hungerstreiks zu bewegen oder ob sie sich des Verbrechens schuldig machten, ihm die medizinische Versorgung zu verweigern.
Nachdem es bereits im August 2007 und danach noch einmal im Januar 2008 Hinweise auf eine baldige Freilassung von Sami al-Haj gegeben hatte, wurde er schließlich am 1. Mai 2008 nach mehr als sechsjähriger Haft und einem 16 monatigen Hungerstreik aus der Haft entlassen. Der Anwalt Zachary Katznelson, der ihn zuletzt drei Wochen vor seiner Haftentlassung gesehen hatte, sagte über seinen Gesundheitszustand, dass er sehr dünn sei, sehr krank aussehe, Probleme mit den Nieren und der Leber und Blut im Urin habe.
Nach seiner Ankunft am 2. Mai 2008 im Sudan wurde bekannt, dass al-Haj nicht freigelassen, sondern an die sudanesische Regierung überstellt worden sei. Der sudanesische Justizminister erklärte jedoch, dass al-Haj ein freier Mann sei und nicht inhaftiert oder unter irgendwelche Anklagen gestellt werde. Al-Haj sagte, die amerikanischen Behörden hätten seine Freilassung von drei Bedingungen abhängig machen wollen, deren Unterzeichnung er aber verweigerte: nicht mit den Medien zusammenzuarbeiten, Stillschweigen über das zu bewahren, was er in Guantánamo gesehen hat und den Sudan nicht zu verlassen.

In einer Stellungnahme zu seinen Haftbedingungen in Guantánamo sagte er unter anderem, „Ratten werden [dort] mit mehr Menschlichkeit behandelt“ als die Gefangenen, und die „Haftbedingungen in Guantánamo sind sehr, sehr schlecht und sie verschlechtern sich von Tag zu Tag“.
Die US-Behörden bestritten jegliche Foltervorwürfe und äußerten ihre Zweifel an Samis Glaubwürdigkeit.

### Zurück in Doha
Am 31. Mai 2008 kehrte Al-Haj nach Doha, Katar, zurück. Im Oktober 2008 wurde er von der „Canadian Journalists for Free Expression“ (CJFE) mit dem „Press Freedom Award“ ausgezeichnet. Er arbeitet gegenwärtig an einer Programmserie für Al Jazeera zum Thema Menschenrechte. Im Juli 2009 gründete er zusammen mit anderen ehemaligen Guantánamo-Gefangenen das Guantanamo Justice Centre, eine Organisation, die sich für den Schutz und die Wahrung der Rechte der Opfer des Gefangenenlagers in der Guantánamo-Bucht einsetzt. 2011 wurden über Wikileaks Dokumente veröffentlicht, denen zufolge Al-Haj auch deshalb gefangengehalten wurde, um Informationen über die Arbeitsweise von Al-Jazeera zu erlangen.

### Film
- Prisoner 345 – award winning documentary about Al-Hajj